# Schwarzwaldmädel (1963)
Schwarzwaldmädel ist ein von Wilm ten Haaf produzierter Fernsehfilm des WDR und des Österreichischen Fernsehens mit Willy Reichert,  Margitta Scherr und Bert Fortell in den Hauptrollen, nach Motiven der gleichnamigen Operette von Leon Jessel (Musik) und August Neidhart (Libretto). Julia Drapal von dem Wiener Staatsopernballett hat die Tanzszenen choreografiert. 

## Handlung
Die Geschichte spielt im fiktiven Schwarzwalddorf Sankt Christoph. Bärbele wird von allen Leuten im Ort gemieden. Ihr Vater soll, so sagen die Klatschbasen, vor Jahren im „Blauen Ochsen“ Feuer gelegt haben. Angetan mit der schönsten alten Tracht möchte sie auf dem Tanzfest am Cäcilientag erscheinen. Der nicht mehr ganz junge, ehrwürdige Domkapellmeister Blasius Römer, der Bärbele – die für ihre Tante als Haushälterin bei ihm aushilft – heimlich liebt, leiht ihr das Prunkstück seiner Sammlung. 
Bärbeles Herz schlägt jedoch für den jungen Hans, der mit seinem Freund Richard in den Schwarzwald gereist ist und beim Domkapellmeister gastliche Aufnahme gefunden hat. Auch die verführerische Sängerin Therese trifft im Dorf ein. Ihr Versuch, den von ihr verlassenen Hans wieder an sich zu fesseln, misslingt, und sie beobachtet entrüstet, dass Bärbele und Hans füreinander bestimmt sind, wie beim Cäcilienfest offenkundig wird. Auch der liebenswürdige alte Domkapellmeister muss sich damit abfinden. Therese tröstet sich schließlich mit ihrem langjährigen Gesangspartner Richard.

## Fernsehaufführung
„Schwarzwaldmädel“ (Bühnen-Uraufführung 1917) wurde von Wilm ten Haaf 1961 als modernisierte Fassung für das Fernsehen in Szene gesetzt. Der Regisseur modernisierte die Inszenierung leicht und fügte neue Elemente hinzu.
Die Fernsehpremiere erfolgte am 15. April 1963 um 20.15 Uhr in der ARD.

## Kritiken
„Für den Bildschirm äußerst wichtig: Die bezaubernde Darstellerin der Titelrolle, ein Mädchen mit natürlichem Liebreiz, hatte man in Margitta Scherr gefunden.“

„Ein so natürlich-reizendes, frisches Bärbele sah man noch nie“

„Willy Reichert als Domkapellmeister und Margitta Scherr, die mit ihrem putzmunteren Bärbele eine überzeugende Talentprobe ablegte, führten ein Ensemble an, das keine Langeweile aufkommen ließ“

„Eine Verbeugung vor dem bewährten, vielbeschäftigten Willy Reichert und der aparten Margitta Scherr“

„Bezauberndes Schwarzwaldmädel: Mehrere glückliche Umstände ließen das unverwüstliche Werk auch in der Bildschirmfassung zu einer angenehmen Abendunterhaltung werden. Fritz Eckardt hatte das gute Libretto wenig, aber geschickt abgeändert und den vertrauten Liedern fast immer ihre Texte belassen. Das alemannische Kolorit blieb ebenfalls erhalten. Bezaubernder Mittelpunkt der 
Aufführung war das Bärbele von Margitta Scherr. Die bisher meistens in Nebenrollen und Shows eingesetzte Schauspielerin entfaltete soviel natürlichen Liebreiz, dass ihre Fernsehkarriere gesichert sein dürfte. Von ihr ging viel Frische aus, von der die seit langem in Operettenaufführungen beschäftigten Darsteller nur profitierten. Willy Reichert als Domkapellmeister stattete seine Rolle mit Wärme und Herz aus, bewahrte sie aber vor peinlicher Sentimentalität. Die Fülle der eingängigen volkstümlichen Melodien nahm sogleich gefangen, zumal mit dem Kölner Rundfunkorchester unter Franz Marszalek und Sängern wie Franz Fehringer, Willy Hofmann und Luise Cramer alle Voraussetzungen gegeben waren, um eine gelungene Aufführung zustande zu bringen.“